# Тихая война
Тихая война (англ. Silent War) — шести-серийный комикс Марвел, стартовавший в Марте 2007 года. Был написан Дэвидом Хайном, рисунки Фрейзера Ирвинга.
Это продолжение Дня М и Сына М, описывающее войну между Нелюдьми и остальным человечеством в результате похищения Ртутью Тумана Терриген из Аттилана.

## История публикаций
Серия публиковалась каждый месяц с первой публикации в Марте 2007. После ухода первого художника из проекта Фрейзер Ирвинг стал рисовать для комикса. Эти рисунки были полностью отрисованы и окрашены в Photoshop.

## Сюжет
На открытом этапе войны Чёрный Гром организовал атаку на Америку под началом Горгона. Несмотря на то, что начальная миссия заключалась только в возвращении Терригенских кристалов, Джолен, юный участник Нелюдей, получивший силы, убивал невинных в концертном зале. Нелюди пытались покинуть сцену с применением силы, но были остановлены и потерпели поражение в битве с Фантастической Четвёркой. Горгон сдался и принял на себя обвинения за случайные жертвы и был передан в O.N.E. В плену Горгон был снова подвергнут воздействию Терригенского Тумана Американским ученым. Вторая трансформация была много более ужасной, она обратила Горогона в дикого зверя. Чёрный Гром повёл всех Нелюдей к спасению Горгон, атаковал Пентагон и вернул кристалы. Щ.И.Т. ответил атакой, послав морских пехотинцев, подвергнутых воздействию тумана, в атаку на столицу Нелюдей на Луне, Аттилан. Эти пехотинцы обладали способностями, равными с Нелюдями, но также умирали из-за клеточной нестабильности.
В последние моменты Тихой войны морские пехотинцы снова напали на Аттилан и были отброшены. На самом деле вся битва была ложным ходом, организованном для того, чтобы один пехотинец взорвался в границах города, уничтожив тем самым лунный Аттилан. Безумный брат Чёрного Грома, Максимус, заразил расу Нелюдей, взяв Медузу своей королевой. Луна, ответственная за освобождение Максимуса из псионической тюрьмы, обратилась к Черному Грому за советом. Черный Гром открывает рот для ответа. Финальная страница полностью черная.

## Наследие
Последствия Тихой войны, включая уничтожение Аттилана и роль Нелюдей во Вселенной Marvel, были адресованы комиксу Secret Invasion и мини-серии Secret Invasion:Inhumans, также как и к шести-серийному кроссоверу War of Kings.